# Шенфельд Антон Євгенович
Антон Євгенович Шенфельд (рос. Антон Евгеньевич Шенфельд; 23 липня 1993, м. Магнітогорськ, Росія) — російський хокеїст, нападник. Виступає за «Лада» (Тольятті) у Континентальній хокейній лізі.
Вихованець хокейної школи «Металург» (Магнітогорськ). Виступав за «Стальні Лиси» (Магнітогорськ), «Металург» (Магнітогорськ), «Южний Урал» (Орськ).
У чемпіонатах КХЛ — 89 матчів (7+12), у плей-оф — 3 матчі (0+0).